# Boten Anna
Singles de Basshunter
Welcome to Rainbow
(2006) Vi sitter i Ventrilo och spelar DotA
(2006)
Boten Anna  est une chanson du chanteur et DJ suédois Basshunter. Ce titre apparaît sur l'album LOL <(^^,)>. La chanson est sous le label Warner Music.

## Classements

### Classements hebdomadaires
| Classement (2006)                    | Meilleure position, |
| ------------------------------------ | ------------------- |
| Pays-Bas Classement single           | 2                   |
| Danemark Classement single           | 1                   |
| Espagne Classement single            | 20                  |
| Europe Classement single             | 30                  |
| Finlande Classement single           | 4                   |
| Norvège Classement single            | 3                   |
| Suisse Classement single             | 45                  |
| Suède Classement single              | 1                   |
| Autriche Classement single           | 2                   |
| Allemagne Classement single          | 9                   |
| République tchèque Classement single | 17                  |

### Classement de fin d'année
| Classement (2006)           | Position |
| --------------------------- | -------- |
| Danemark Classement single  | 2        |
| Suède Classement single     | 4        |
| Pays-Bas Classement single  | 9        |
| Classement (2007)           | Position |
| Autriche Classement single  | 10       |
| Allemagne Classement single | 29       |